# Hans Homberger
Hans Homberger, švicarski veslač, * 31. oktober 1908, † 26. januar 1986.
Homberger je za Švico nastopil na Poletnih olimpijskih igrah 1936 v Berlinu. Švicarski četverec s krmarjem, v katerem je veslal je takrat osvojil srebrno medaljo, četverec brez krmarja, v katerem je prav tako veslal je osvojil bronasto medaljo, osmerec pa je osvojil šesto mesto.